# ایگناسیو سانچز مخیاس
ایگناسیو سانچز مِخیاس (زاده: ۶ ژوئن ۱۸۹۱م، سویا – درگذشت: ۱۳ اوت ۱۹۳۴م، مادرید) یک ماتادور اسپانیایی بود.
پس از مرگش در یک مبارزه گاوبازی تورئو در میدان مانزانارس، شاعرانی از نسل '۲۷، برای او شعرهایی سرودند؛ و به همین سبب و به ویژه به دلیل شعر سرودهٔ فدریکو گارسیا لورکا به نام Llanto por Ignacio Sánchez Mejías ("مرثیه برای ایگناسیو سانچز مخیاس") در یادها ماندگار شد. ترجمه و دکلمه این شعر به نام "مرگ و زخم" توسط احمد شاملو در ایران پرآوازه است).

## اوایل زندگی
سانچز مخیاس در سال ۱۹۸۱م. در خیابان نخلِ سویا، نزد پزشکی ثروتمند به دنیا آمد. در دههٔ ۱۹۱۰م. او با خوزه «خوسلیتو» گومز اورتگا (گاوباز آینده) دوست صمیمی شد که بعدها با خواهرش ازدواج کرد. در نوجوانی با کشتی عازم آمریکای شمالی شد، و در سال ۱۹۱۰م. به عنوان یک ماتادور در مورلیا شروع به کار کرد.

## ماتادور د توروس
او در سپتامبر ۱۹۱۳م به اسپانیا بازگشت و در مادرید به میدان رفت، در ۲۱ ژوئن ۱۹۱۴م. هم در زادگاهش سویا به میدان رفت، و در یک مبارزه گاوبازی استخوان رانش شکست و برای سال‌ها او را از گاوبازی دور کرد.
سانچز مخیاس اولین گاوبازی خو به سبک اسپانیایی را در مادرید انجام داد، همچنین در سال ۱۹۱۹م. اولین مبارزهٔ خود در بارسلونا را به همراه خوسلیتو و خوان بلمونته گارسیا انجام داد. و نقش جایگزین او در آوریل ۱۹۲۰م. در مادرید بر عهده گرفت. او در سال ۱۹۲۰م. در بیش از ۱۰۰ مبارزه حضور یافت، اگرچه دو گورینگ اضافی او را از انجام تمام برنامه‌های برنامه‌ریزی شده بازداشت.
در ۱۶ مه ۱۹۲۰ در میدان گاوبازی شهرستان تالاورا، سانچز مخیاس در حال تعویض با خوسلیتو بود که برادر همسرش مورد حمله گاو نر قرار گرفت. سانچز مخیاس گاو نر را کشت ولی خوسلیتو به بیمارستان منتقل شد و بعداً در آنجا مرد. عکسی از سانچز مخیاس در کنار جسد خوسلیتو منتشر شد، که بسیار پربازدید شد.

## بازنشستگی
سانچز مخیاس در سال ۱۹۲۷م. از گاوبازی بازنشسته شد. او در سال تحصیلی ۱۹۲۸–۱۹۲۹م، و در سی و هشت سالگی در مؤسسه آموزشی «لا رابیدا» در هوئلوا ثبت نام کرد، و تحصیلات خود را در مقطع کارشناسی به پایان رساند. در ۲۵ می ۱۹۲۸م، او به عنوان دوازدهمین رئیس باشگاه رئال بتیس انتخاب شد و تا ۲ سپتامبر ۱۹۲۹م. در سمت خود باقی ماند. او همچنین حامی نسل '۲۷ شد که برخی از اعضای آن از طرفداران واقعی گاوبازی و کارشناسان گاوبازی بودند.

## بازگشت به گاوبازی
در سال ۱۹۳۴م. سانچز مخیاس به گاوبازی بازگشت. و در اوت همان سال، به عنوان جایگزین دومینگو اورتگا در مانزاناس شد، و از ناحیه ران راست آسیب دید. او اجازه نداد که پزشک محلی او را عمل کند و خواستار بازگشت به مادرید شد. سانچز با آمبولانس به مادرید منتقل شد، و دو روز بعد به قانقاریا مبتلا شد و درگذشت.

## میراث
خیابانی در بازار آوریل، سویا، به نام او نامگذاری شده‌است. او همچنین سوژه چندین فیلم مستند بوده‌است.
در سال ۱۹۲۶م، ماریانو بنلیور، مجسمه‌ساز والنسیایی، سانچز را در نقش برجستهٔ روی مقبره‌ای در گورستان دُ سان فرناند، نقش کرد، جایی که او در میان چهره‌هایی که تابوت خوسلیتو را حمل می‌کنند، تصویر شده‌است. ایگناسیو سانچز مخیاس در همان گورستان به خاک سپرده شده‌است

## برای مطالعهٔ بیشتر
- (به اسپانیایی) Andrés Amorós, Ignacio Sánchez Mejías. Alianza Editorial, 1998. شابک ‎۸۴−۲۰۶−۳۸۵۷−۹